# Ieronim Crețu
Ieronim Crețu, pe numele laic Ion Crețu, (n. 21 noiembrie 1959, Brăești, Buzău) este un cleric ortodox român, episcop al Daciei Felix și membru al Sfântului Sinod al Bisericii Ortodoxe Române.
A urmat cursurile Seminarului Teologic din București, în perioada 1976-1981, iar între 1982-1986 a urmat cursurile Institutului Teologic de Grad Universitar din București.
În iulie 1986 închinoviindu-se la Mănăstirea Bistrița județul Neamț. La 2 ianuarie 1987 a depus voturile monahale și în scurt timp a fost hirotonit ierodiacon, iar apoi ieromonah, fiind totodată hirotesit și duhovnic la Mănăstirea Bistrița – Neamț. Începând cu 29 aprilie 1988 a fost numit preot slujitor la Catedrala patriarhală și responsabil al Bibliotecii Centrale patriarhale, iar de la 2 martie 1990, mare eclesiarh al Catedralei patriarhale. A fost hirotesit protosinghel la 25 decembrie 1990.
A fost delegat patriarhal la Locurile Sfinte și superior al Așezămintelor Românești din Israel.
La 5 iulie 2022 a fost ales episcop al Episcopiei Daciei Felix, scaun rămas vacant ca urmare a transferării episcopului Daniil Stoenescu în postul de arhiereu-vicar al Episcopiei Devei și Hunedoarei.

## Distincții
A fost decorat în noiembrie 2002 cu Ordinul național Serviciul Credincios în grad de Cavaler „pentru crearea și transmiterea cu talent și dăruire a unor opere literare semnificative pentru civilizația românească și universală”.